# Karb
Die Karb ist ein Gebirgspass im Süden der polnischen Woiwodschaft Kleinpolen in der Hohen Tatra. Der Pass liegt in der Gemeinde Zakopane auf dem Grat des Massivs des Kościelec und verbindet das Tal Dolina Czarna Gąsienicowa mit dem Tal Dolina Zielona Gąsienicowa. Der Pass ist 1853 m ü.N.N. hoch und grenzt an die Gipfel Kościelec sowie Mały Kościelec.

## Tourismus
▬  Ein schwarz markierter Wanderweg führt vom Bergsee Czarny Staw Gąsienicowy über den Gipfel Mały Kościelec auf den Pass und weiter auf den Gipfel Kościelec.
▬  Ein blau markierter Wanderweg führt vom Pass ins Tal zum ▬ schwarz markierten Wanderweg auf den Bergpass Świnicka Przełęcz; er trifft auf diesen bei den Teichen Czerwone Stawki Gąsienicowe im Tal Dolina Zielona Gąsienicowa.

## Erstbesteigung
Der Pass wurde 1854 von Feliks Berdau zum ersten Mal urkundlich nachweisbar bestiegen. Er war den Hirten der Hohen Tatra bereits im 17. Jahrhundert bekannt und ist mit Sicherheit von ihnen bestiegen worden.